# Dendronephthya brevirama
Dendronephthya brevirama är en korallart som beskrevs av Burchardt 1898. Dendronephthya brevirama ingår i släktet Dendronephthya och familjen Nephtheidae. Inga underarter finns listade i Catalogue of Life.